# Эмлинген
Эмлинге́н (фр. Emlingen) — коммуна на северо-востоке Франции в регионе Гранд-Эст (бывший Эльзас — Шампань — Арденны — Лотарингия), департамент Верхний Рейн, округ Альткирш, кантон Альткирш.
Площадь коммуны — 2,42 км², население — 228 человек (2006) с тенденцией к стабилизации: 274 человека (2012), плотность населения — 113,2 чел/км².

## Население
Численность населения коммуны в 2011 году составляла 272 человека, а в 2012 году — 274 человека.
| 1962 | 1968 | 1975 | 1982 | 1990 | 1999 | 2004 | 2006 | 2009 | 2011 | 2012 |
| ---- | ---- | ---- | ---- | ---- | ---- | ---- | ---- | ---- | ---- | ---- |
| 196  | 178  | 177  | 171  | 227  | 270  | 241  | 228  | 267  | 272  | 274  |

Динамика населения:

## Экономика
В 2010 году из 204 человек трудоспособного возраста (от 15 до 64 лет) 153 были экономически активными, 51 — неактивными (показатель активности 75,0 %, в 1999 году — 72,9 %). Из 153 активных трудоспособных жителей работали 139 человек (75 мужчин и 64 женщины), 14 числились безработными (7 мужчин и 7 женщин). Среди 51 трудоспособных неактивных граждан 16 были учениками либо студентами, 17 — пенсионерами, а ещё 18 — были неактивны в силу других причин.
На протяжении 2011 года в коммуне числилось 111 облагаемых налогом домохозяйств, в которых проживало 269 человек. При этом медиана доходов составила 29866 евро на одного налогоплательщика.

## Достопримечательности (фотогалерея)

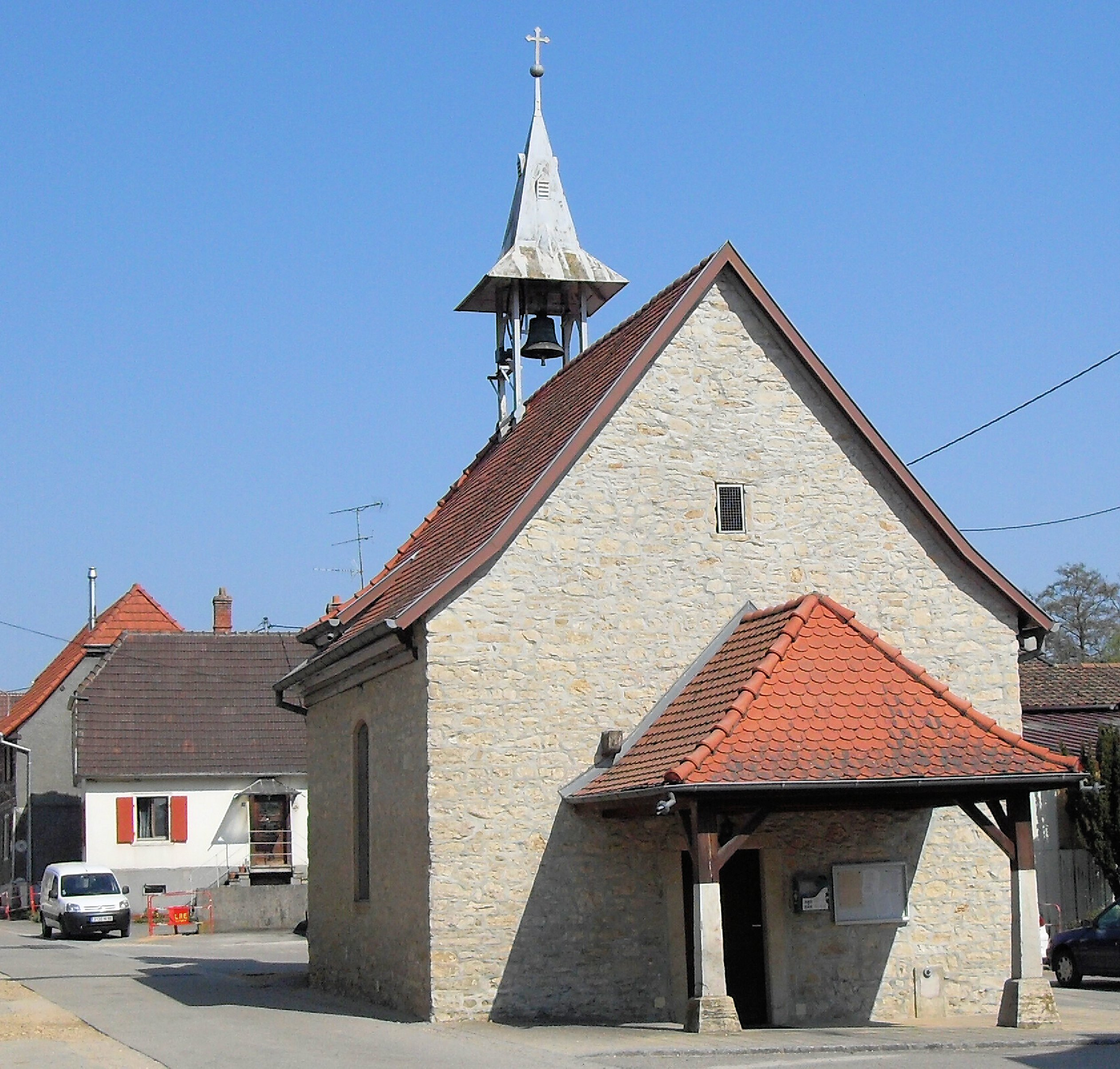
Церковь Сент-Одиль